# Onze-Lieve-Vrouw-Tenhemelopnemingkerk (Herdersem)

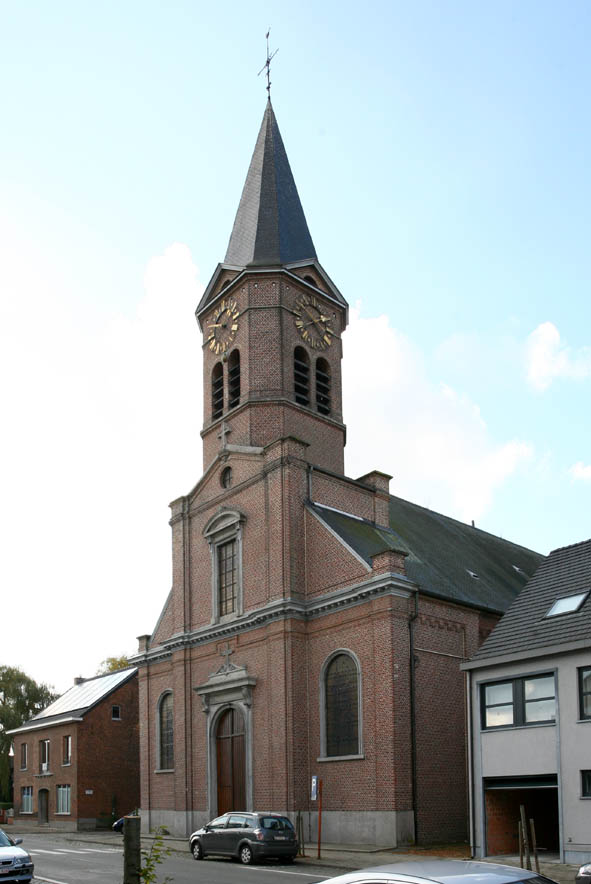
Onze-Lieve-Vrouw-Tenhemelopnemingkerk

De Onze-Lieve-Vrouw-Tenhemelopnemingkerk is de parochiekerk van de tot de Oost-Vlaamse gemeente Aalst behorende plaats Herdersem, gelegen aan de Grote Baan 213.

## Geschiedenis
In 1119 werd voor het eerst melding gemaakt van een kerk in Herdersem. Verwoestingen en herstellingen volgden elkaar op. Uiteindelijk ontstond er een gebouw met zijbeuken uit de 17e en begin 18e eeuw en een sacristie van 1784. De kerk werd omringd door een kerkhof.
In 1861 werd deze kerk gesloopt, terwijl het kerkhof nog tot 1963 werd gebruikt. Daarna werd het kerkhof ingericht als park en tegen de -behouden- sacristie werden enkele oude grafstenen geplaatst.
In dit park vindt men ook het graf van schrijver Jozef De Cock, voorzien van een in 1977 aangebrachte marmeren gedenkplaat.
Van 1859-1861 werd een nieuwe kerk gebouwd naar ontwerp van Edmond de Perre-Montigny.

## Gebouw
Het betreft een naar het westen georiënteerd bakstenen kerkgebouw in neoclassicistische stijl. De toren is in de voorgevel ingebouwd.

## Interieur
De kerk bezit het schilderij Onze-Lieve-Vrouw Hemelvaart van 1787, een 16e eeuws houten beeld van Onze-Lieve-Vrouw ten Booren, een 18e eeuws houten beeld van Sint-Eligius, een 18e eeuws kruisbeeld. Ook 18e eeuws is het noordelijk zijaltaar, de koorbanken in Lodewijk XVI-stijl, biechtstoelen en een kerkmeestersbank. Het doopvont is van begin 18e eeuw. Het Van Peteghem-orgel is van 1778.